# غیبت صغرا
غیبت صُغری (۸۷۴–۹۴۰م) (۲۶۰–۳۲۹ق) بنابر باور شیعه دوازده امامی دورانی است که در آن حجت‌ بن‌ الحسن زندگانی مخفی داشته و فقط از طریق نمایندگان چهارگانه خود با شیعیان ارتباط داشته‌است.
حسن عسکری مدت شش سال امامت خود را در خفا و تقیه زندگی می‌کرد زیرا خلیفه معتمد عباسی، ارتباطات او را محدود کرده بود و از طریق جاسوسان وی را زیر نظر داشت. از این رو، بیشتر شیعیان از تماس با او محروم بودند و برگزیدگانی از شیعیان می‌توانستند شخصاً با او در تماس باشند.

## اعتقاد شیعه دوازده امامی
از دیدگاه شیعه دوازده امامی امامت با امام دوازدهم خاتمه می‌یابد. بنابر منابع شیعه دوازده امامی، حسن عسکری فرزند خود را به صورت علنی به امامت بعد از خود منصوب نکرد بلکه به اشاره و تنها به برخی خواص او را معرفی کرد. از سوی دیگر، پیروان او از ستم عباسیان به ستوه آمده بودند. خلیفه معتمد در جستجوی فرزند حسن بود و می‌کوشید تا او را بیابد و دستگیر کند. باورهای شیعیان دربارهٔ حجت بن الحسن در سطح جامعه مشهور و مطرح بود از جمله آنکه آنان در انتظار قیام او هستند. از این رو، حسن عسکری فرزند خویش را پنهان می‌ساخت و تنها برخی از خواص توانستند فرزند او را ببینند.
در منابع روایی امامیه نام و گواهی بسیاری از شیعیان که فرزند حسن عسکری را به چشم خود دیده‌اند، ثبت و ضبط شده‌است. بنابر روایتی منسوب به محمد بن عثمان، سفیر دوم امام دوازدهم امامیه، عسکری چهل نفر از پیروان مورد اعتماد خود را گرد هم آورد و فرزندش را به آن‌ها نشان داد.
به باور شیعیان دوازده امامی، پس از کشته شدن حسن عسکری در سال ۲۶۰ ق. فرزندش محمد بن الحسن بر پیکر پدر نماز گزارد و از آن روز غیبت صغرا آغاز شد و تا سال ۳۲۹ ق. ادامه یافت. برخی منابع این دوره را «غیبت صغیره» و برخی دیگر «غیبت صغرا» خوانده‌اند.
پس از کشته شدن حسن عسکری در سال ۲۶۰ هجری و سن ۲۸ سالگی، از آنجا که حسن عسکری برخلاف سایر امامان شیعه که در زمان حیاتشان جانشین بعدی را تعیین کرده بودند به‌طور علنی جانشینی برای خود برجای نگذاشته بود، بحران فکری و اعتقادی بزرگی در میان پیروان امام شیعه به وجود آمد. در این دوران که به «سال‌های حیرت» موسوم است، شیعیان به فرقه‌های متعددی منشعب شدند. عده‌ای از شیعیان اعتقاد داشتند که از حسن عسکری فرزندی باقی نمانده‌است یا این فرزند در گذشته‌است؛ بسیاری از شیعیان امامت جعفر برادر حسن عسکری را پذیرفتند و گروه‌هایی نیز متوجه فرزندان و نوادگان امامان نهم و دهم شیعه شدند.
اصحابی از حسن عسکری چنین گفتند که «وی پسری داشته که جانشینی مشروع برای امامت است». طبق گفتهٔ عثمان بن سعید، این پسر مخفی نگاه داشته شده بود، چرا که ترس آن می‌رفت که توسط دولت دستگیر شود و به قتل برسد. دیدگاه این گروه که در ابتدا دیدگاه اقلیت شیعه بود، به‌مرور به دیدگاه تمامی شیعیان امامی تبدیل شد که شیعیان دوازده امامی فعلی‌اند.
به عقیده شیعیان امامی، غیبت صغرا با مرگ نایب چهارم یعنی علی بن محمّد سمری پایان پذیرفت و همراه با آن غیبت کبرا آغاز گردید. در سال ۳۲۹ هجری، محمد بن الحسن پایان سفارت و نمایندگی و شروع غیبت تامّه (کبرا) را رسماً اعلام کرد و چنین گفت: که ظهوری، مگر به إذن خداوند عزّ و جلّ نخواهد بود.

## از نظر تاریخی
از دیدگاه تاریخی، باور به دوازده امام و اینکه امام دوازدهم همان مهدی موعود است به‌طور تدریجی در میان شیعیان (فرقه‌های امامیه) تکامل یافت. به نظر می‌رسد مدتی طول کشید تا این نظریه به صورتبندی نهایی خود برسد و پس از آن هم توجیه‌ها و تبیین‌های دینی گسترده‌ای در موردش ارائه شد.
شیعیان به دو راه حدیثی و کلامی به توجیه نظریهٔ غیبت برخاستند.

### محدثین
شیخ کلینی (۸۶۴–۹۴۱ م) (۲۵۸–۳۲۹ ق) در احادیث باب غیبت کتاب اصول کافی که در خلال دوره سفرا (موسوم به غیبت صغرا) گرد آورد به موضوع غیبت و علت آن پرداخت.
ابوعبدالله محمد بن جعفر نعمانی (در گذشت ۹۷۰ میلادی یا ۳۶۹ق) در ۹۵۳ میلادی در کتاب الغیبه به تبیین نظریه غیبت از طریق احادیث پرداخت و او برای نخستین بار اصطلاحات «غیبت صغرا» و «غیبت کبرا» را به کار برد.
ابن بابویه یا شیخ صدوق (۹۲۳–۹۹۱ م) (۳۰۶–۳۸۱ق) در کتاب کمال الدین و تمام‌النعمة در خصوص گردآوری احادیث مربوط به امام دوازدهم و غیبت وی کوشید.

### متکلمین
حسن ابن موسی نوبختی (متوفی ۹۲۰م) بهمراه عموی خود ابوسهل نوبختی (متوفی ۹۲۳م) بنیانگذاران علم کلام شیعه دوازده امامی هستند او از معتزله و از مترجمان آثار فلسفی در دارالحکمه بود
شیخ مفید (۹۴۸–۱۰۲۲م) (۳۳۶–۴۱۳ق) و شاگردش سید مرتضی علم‌الهدی (۳۵۵ق / ۹۶۵ م – ۴۳۶ق / ۱۰۴۴ م) به تدوین نظریات کلامی جهت توجیه ضرورت وجود امام زنده در شرایط غیبت پرداختند.

## چگونگی ارتباط امام با شیعیان در دوران غیبت
شیعیان دوازده امامی عقیده دارند که شرایط بحرانی که امامان شیعه در زمان عباسیان با آن روبه رو شدند، ایشان را واداشت تا ابزار جدیدی را برای ارتباطات با شیعیان و اعضای جامعه خود جستجو کنند. متون شیعه امامیه حاکی از آن است که جعفر صادق نخستین امامی است که نظام زیرزمینی ارتباطات (التنظیم- السری) را در جامعه خود به کار گرفت در زمان حسن عسکری نیز او از طریق وکلای خود با شیعیان در ارتباط بود.

### نواب اربعه
شیعیان دوازده امامی عقیده دارند در این مدت چهار نفر نائب خاص محمد بن الحسن بوده‌اند و شیعیان از طریق آن‌ها با امام در ارتباط بوده سؤال می‌کرده و وجوهات شرعی(خمس) را پرداخت می‌نمودند.
عثمان ابن سعید (متوفی ۲۶۷ ق -۸۸۰میلادی) بلافاصله پس از مرگ حسن عسکری در سال ۲۶۰ (۸۷۴ میلادی) ادعا کرد که حسن عسکری پسری خردسال به نام محمد دارد که به دلیل تهدید عباسیان به جانش مخفی است و او به نمایندگی از فرزند امام یازدهم منصوب شده‌است. وی بین ۵ تا ۷ سال (تا ۸۷۹میلادی یا ۸۸۱ میلادی) نایب بود.
محمد بن عثمان (متوفی ۳۰۵ق -۹۲۰م) بعد از مرگ پدرش عثمان مدعی شد که نامه تسلیتی از امام غایب دریافت کرده و به نیابت امام دوازدهم شیعیان منصوب شده‌است. وی حدود چهل سال تا زمان مرگ (۳۰۵ق -۹۲۰م) در این مسند باقی ماند.
حسین ابن روح نوبختی (فوت ۳۲۶ ق -۹۳۷ م) به سفارش محمد ابن عثمان پس از مرگ جانشین او شد. و تا ۲۰ سال (تا ۳۲۶ ق -۹۳۷ میلادی) در این مسند باقی ماند. وی از خانواده نوبختی بود و با ابوسهل نوبختی ارتباط داشت که در تبیین کلام دوازده امامی نقش مهمی دارد.
علی ابن محمد سمری (فوت ۳۲۹ ق -۹۴۱ م) پس از مرگ حسین ابن روح جانشین او شد و سه سال نیابت کرد. وی شش روز قبل از مرگ نامه ای از امام غایب دریافت کرد که مرگ او را پیش‌بینی کرده و اعلام کرده بود به غیبت کبری می‌رود تا زمانی که خداوند به او اجازه بازگشت بدهد. وی حدود ۳ سال نایب بود.

#### پیدایش علم کلام شیعه دوازده امامی
ابوسهل نوبختی (متوفی ۹۲۳م) در نیابت امام غایب به محمد بن عثمان کمک می‌کرد و بخاطر ارتباطاتی که در دربار عباسی داشت به ترویج مذهب اثنی عشری کمک کرد.
حسن ابن موسی نوبختی (متوفی ۹۲۰م) بهمراه عموی خود ابوسهل نوبختی بنیانگذاران علم کلام شیعی هستند او از معتزله و از مترجمان آثار فلسفی در دارالحکمه بود
وکالت این افراد عام و مطلق بوده‌است. در شهرهای مختلف افراد دیگری نیز بوده‌اند که وکالت امام را بر عهده داشته‌اند که برخی معتقدند این وکالت بدون واسطهٔ نواب خاص بوده‌است. احمد بن حمزة بن الیسع، محمد بن ابراهیم بن مهزیار، محمد بن صالح و ابومحمد وجنائی را می‌توان نام برد.

## منبع‌شناسی

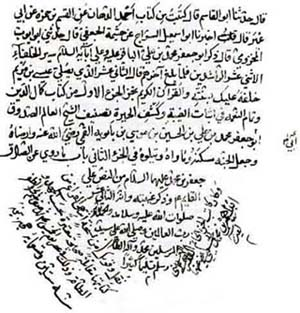
نسخه خطی از کتاب کمال الدین و تمام النعمة اثر ابن بابویه در مورد امام زمان شیعیان و غیبت

به نوشته جاسم حسین احادیث مربوط به پنهان‌زیستی محمد بن الحسن را بسیاری از گروه‌های شیعه گردآوری کرده‌اند. پیش از سال ۲۶۰ ه. /۸۷۴ م. در آثار سه مذهب واقفیه، زیدیه جارودیه و امامیه موجود است.

### واقفیه
ابراهیم بن صالح انماطی از اصحاب محمد باقر کتابی به نام «الغیبه» نوشت. علی بن حسین طائی طاطاری و حسن بن محمد بن سماعه هر یک کتابی به نام «کتاب الغیبه» نوشتند و موسی کاظم را به عنوان امام غائب معرفی کردند.

### زیدیه جارودیه
ابوسعید عباد بن یعقوب رواجینی عصفری (و. ۲۵۰ ه. /۸۶۴ م). در کتابی به نام «ابوسعید عصفری» احادیثی در خصوص غیبت، ائمه دوازده‌گانه و ختم ائمه به دوازده می‌آورد بی آنکه نام آن‌ها را برشمرد.

### امامیان قبل از غیبت صغری
علی بن مهزیار اهوازی (وکیل نقی و تقی) (مرگ حدود ۲۵۰ تا ۲۶۰ ق)، دو کتاب به نام‌های «کتاب الملاحم» و «کتاب القائم» نوشت که هر دو دربارهٔ غیبت امام و قیام او با شمشیر مطالبی دارد. حسن بن محبوب سراد (م. ۲۲۴ ه. / ۸۳۸ م). کتاب «المشیخه» را در موضوع غیبت می‌نویسد. فضل بن شاذان نیسابوری (۲۶۰ ه. / ۸۷۳ م). کتاب «الغیبه» نوشت که ظاهراً مطالب آن از کتاب «المشیخه» نقل شده‌است. وی که دو ماه پیش از حسن عسکری می‌میرد، امام دوازدهم را قائم می‌داند. به نوشته پوناوالا منابع پیش از دوران موسوم به غیبت کبرا بسیار پراکنده و ناکافی‌اند و مشکلی که پژوهشگران در هنگام بررسی این منابع با آن مواجه می‌شوند، میزان تاریخی بودن این منابع است.

### امامیان دوران غیبت صغری (۲۶۰–۳۲۹ ه. /۸۷۴–۹۴۱ م)
در دوره غیبت صغرا فقه‌دانان و مبلغان بر اساس کتب پیشین و فعالیت‌های نواب نوشته‌اند که در کتب تاریخی این دوره یافت نمی‌شود. ابراهیم بن اسحاق نهاوندی (م. ۲۸۶ ه. /۸۹۹ م). که مدعی نیابت امام دوازدهم بود کتابی در موضوع غیبت نوشت. عبدالله بن جعفر حمیری (م. بعد از ۲۹۳ ه. / ۹۰۵ م). که خود کارگزار نقی و حسن عسکری و نواب اول و دوم بود کتاب «الغیبه و الحیره» را نوشت. ابن بابویه (پدر شیخ صدوق) (م. ۳۲۹ ه. / ۹۴۰ م). کتاب «الامامه و التبصره من الحیره» و کلینی (م. ۳۲۹ ه. / ۹۴۰ م). بخش عمده‌ای از کتاب حجت اصول کافی را به غیبت اختصاص داد.

### امامیان بعد از غیبت صغری (۳۲۹ ه. /۹۴۱ م ببعد)
از آغاز غیبت کبرا چندین اثر برای تبیین نهان‌زیستی و علت طولانی شدن آن نگاشته شد. به گفته جاسم حسین پنج اثر در این زمان نگاشته شد که اساس عقاید بعدی اثنی عشری دربارهٔ غیبت را تشکیل می‌دهد.
۱- الغیبه نعمانی توسط ابوعبدالله محمد بن جعفر نعمانی (م. ۳۶۰ ق). با استفاده از آثار یادشده بدون توجه به اعتقادات نویسندگان آن آثار تدوین شده‌است.
۲- کمال‌الدین و تمام‌النعمة توسط شیخ صدوق (۳۰۶ تا ۳۸۱ ه‍.ق / ۹۲۳ تا ۹۹۱ م) که بر اساس اصول اربعمائه گردآوری شده‌است و با توجه به جایگاه پدرش، علی بن بابویه، اطلاعاتی از دوران وکلا و ارتباط مخفی آن‌ها با امام غایب ارائه می‌دهد.
۳- «الفصول العشرة فی الغیبة» توسط شیخ مفید (و. ۴۱۳ ه‍.ق / ۱۰۲۲ م). نوشته شد و اطلاعات تاریخی در مورد دوران غیبت و پانزده دیدگاه فرقه‌های امامیه و از میان رفتن همه آن‌ها جز اثنی عشریه بیان می‌کند. وی در کتاب الارشاد به سبک کلینی و نعمانی به نقل احادیث و توجیه طولانی شدن عمر محمد بن الحسن می‌پردازد.
۴- «مسئلة وجیزة فی الغیبة» توسط سید مرتضی (۳۵۵–۴۳۶ ه‍.ق /۱۰۴۴–۱۰۴۵ م) این اثر و کتاب دیگری با نام «البرهان علی صحة طول عمر الامام الزمان» تألیف محمد بن علی کراجکی (م. ۴۴۹ ق. / ۱۰۵۷ م). فاقد اطلاعات تاریخی هستند.
۵-الغیبة نوشته شیخ طوسی (۳۸۵–۴۶۰ ق. / ۱۰۶۷ م) بر مبنای کتاب «الاخبار الوکالة الاربعة» نوشته احمد بن نوح بصری اطلاعات تاریخی معتبری از فعالیت‌های مخفی سفرا ارائه می‌دهد و به شیوه حدیثی و عقلی اثبات می‌کند امام دوازدهم همان محمد بن الحسن است که باید در غیبت به سر برد و سایر ادعاها در خصوص غیبت دیگر افراد نظیر علی بن ابیطالب، محمد بن حنفیه و موسی کاظم مردود است. این کتاب مأخذ اصلی نویسندگان بعدی اثنی عشری و بخصوص بحار الانوار محمدباقر مجلسی (۱۰۳۷–۱۱۱۰ ق). بوده‌است.